# Uhříněveský lihovar
Uhříněveský lihovar je zaniklý průmyslový areál, který se nacházel jižně od uhříněveského zámku na náměstí Bratří Jandusů. Na jeho místě stojí budova Základní školy.

## Historie
Knížecí lihovar (vinopalna) stál u zámku v severní části náměstí, před válkou zvaného „náměstí presidenta Masaryka“. Roku 1883 jej kníže Jan II. z Lichtenštejna dal zbořit a pozemek daroval místní školní obci. Ta zde postavila novou školu jako náhradu za starou školu v jižní části náměstí, ve které obec zřídila radnici.